# Rajd Dunaju 1981
Rajd Dunaju 1981 (16. Danube Rallye 1981) – 16. edycja rajdu samochodowego Rajd Dunaju rozgrywanego w Rumunii. Rozgrywany był od 11 do 13 czerwca 1981 roku. Była czwarta runda Rajdowego Pucharu Pokoju i Przyjaźni w roku 1981, dwudziesta szósta (współczynnik 2) runda ERC w roku 1981 i kolejna runda Rajdowych Mistrzostw Rumunii w roku 1981.

## Klasyfikacje rajdu
| Miejsce                      | Kierowca                     | Pilot                        | Samochód                     | Czas                         | Strata                       |                              |
| Klasyfikacja generalna i ERC | Klasyfikacja generalna i ERC | Klasyfikacja generalna i ERC | Klasyfikacja generalna i ERC | Klasyfikacja generalna i ERC | Klasyfikacja generalna i ERC | Klasyfikacja generalna i ERC |
| ---------------------------- | ---------------------------- | ---------------------------- | ---------------------------- | ---------------------------- | ---------------------------- | ---------------------------- |
| 1.                           | Attila Ferjáncz              | János Tandari                | Renault 5 Alpine             | 3:45:04                      | 0.0                          |                              |
| 2.                           | Błażej Krupa                 | Piotr Mystkowski             | Renault 5 Alpine             | 3:47:43                      | +2:39                        |                              |
| 3.                           | Václav Pech sen.             | Jiří Janeček                 | Škoda 130 RS                 | 3:50:52                      | +5:48                        |                              |
| 4.                           | Ivan Nikolov                 | Boncho Dunev                 | Fiat 131 Abarth              | 3:57:31                      | +12:27                       |                              |
| 5.                           | Maciej Stawowiak             | Ryszard Żyszkowski           | FSO Polonez 2000             | 3:59:17                      | +14:13                       |                              |
| 6.                           | Ladislav Křeček              | Bořivoj Motl                 | Škoda 130 RS                 | 4:01:50                      | +16:46                       |                              |
| 7.                           | Georgi Petrow                | Iwan Tonew                   | Lada VAZ 21011               | 4:03:30                      | +18:26                       |                              |
| 8.                           | Nicu Grigoraș                | Ovidiu Scobai                | Dacia 1300                   | 4:12:41                      | +27:37                       |                              |
| 9.                           | Stefan Vasile                | Mircea Panaite               | Dacia 1300                   | 4:13:00                      | +27:56                       |                              |
| 10.                          | Vello Õunpuu                 | Aarne Timusk                 | Lada VAZ 21011               | 4:13:09                      | +28:05                       |                              |
| Klasyfikacja CoPaF           |                              |                              |                              |                              |                              |                              |
| 1.                           | Attila Ferjáncz              | János Tandari                | Renault 5 Alpine             | 3:45:04                      | 0.0                          |                              |
| 2.                           | Błażej Krupa                 | Piotr Mystkowski             | Renault 5 Alpine             | 3:47:43                      | +2:39                        |                              |
| 3.                           | Václav Pech sen.             | Jiří Janeček                 | Škoda 130 RS                 | 3:50:52                      | +5:48                        |                              |
| 4.                           | Maciej Stawowiak             | Ryszard Żyszkowski           | FSO Polonez 2000             | 3:59:17                      | +14:13                       |                              |
| 5.                           | Ladislav Křeček              | Bořivoj Motl                 | Škoda 130 RS                 | 4:01:50                      | +16:46                       |                              |
| 6.                           | Georgi Petrow                | Iwan Tonew                   | Lada VAZ 21011               | 4:03:30                      | +18:26                       |                              |
| 7.                           | Nicu Grigoraș                | Ovidiu Scobai                | Dacia 1300                   | 4:12:41                      | +27:37                       |                              |
| 8.                           | Stefan Vasile                | Mircea Panaite               | Dacia 1300                   | 4:13:00                      | +27:56                       |                              |
| 9.                           | Vello Õunpuu                 | Aarne Timusk                 | Lada VAZ 21011               | 4:13:09                      | +28:05                       |                              |